# Зюкай (Карагайский район)
Зюкай — село в составе Карагайского района в Пермском крае.

## Географическое положение
Село расположено в западной части района на расстоянии примерно 13 километров на запад-северо-запад от села Карагай.

## Климат
Климат умеренно-континентальный с продолжительной снежной зимой и коротким, умеренно-теплым летом. Средняя температура июля составляет +17,6 0С, января −15,7 0С. Безморозный период длится 100—130 дней. Период с температурой воздуха выше 10 0С составляет 115 дней. Среднее годовое количество осадков составляет 430—450 мм. Устойчивый снежный покров ложится в среднем с 10 октября до 5 ноября, реже 22 ноября. Наибольшая за зиму высота снежного покрова в отдельные годы может существенно разниться, при средних значениях (к 20 марта) 50 см в малоснежные и 75-80 см в многоснежные зимы.

## История
Известно с 1647 года как деревня Зукай, в 1711 году упоминается уже как погост. Известно, что в селе были Георгиевская церковь (до 1804 года) и Богородице-Владимирская (с 1805). Деревня до 2021 года входит в состав Карагайского сельского поселения. Предполагается, что после упразднения обоих муниципальных образований войдёт в состав Карагайского муниципального округа.

## Население
Постоянное население составляло 305 человек в 2002 году (94 % русские), 282 человека в 2010 году.